# Hela familjens psalmbok
Hela familjens psalmbok är en psalmbok, utgivet av Libris förlag, Örebro år 2013. Redaktionen till Hela familjens psalmbok bestod av Else-Marie Ottersten, Anna Ekman, Åke Olson, Anna Braw och Inger Lundon. En av bidragarna till boken var samfundet Pro Fide et Christianismo. Psalmboken innehåller 200 psalmer.

## Psalmer

### Dagen och natten
1 Vakna, min vän
2 Dina klara sol
3 Den signade dag
4 Morgon mellan fjällen
5a Nu är det morgon
5b Tänk att få vakna
5c Morning has broken
6 Godmorgon Gud
7a Glädjens Herre
7b Glädjens Herre
8 Äta och dricka
9 Thank you, Lord, for giving us food
10 Gud, var med oss alla
11 I lugn och ro
12 Bred dina vida vingar
13a Gud som haver barnen kär
13b Gud som haver barnen kär
13c Gud som haver barnen kär
14 Dona nobis pacem
15 Den dag du gav oss
16 Innan natten kommer
17 Mitt gosedjur
18 An evening prayer
19 Jag har en ängel vid min sida
20 I frid vill jag lägga mig ner

### Gud tycker om oss
21 Som när ett barn kommer hem om kvällen
22 Tryggare kan ingen vara
23 Jesus kär, var mig när
24 I din hand, Gud, är jag buren
25 Jag är hos dig, min Gud
26 Du vänder ditt ansikte
27 Du vet väl om att du är värdefull
28 Jag går på livets väg
29 Du omsluter mig på alla sidor
30 Räkna får
31 Gud, i dina händer
32 Undringar
33 När Gud sade ordet
34 Jag är med er alla dagar
35 Gud, du är nära mig
36 Alla mina ord och tankar
37 Värdefull
38 Ingen är för liten för Gud
39 Du är med mig alla dagar
40 Gud håller dig i sin famn
41 Du som vill att jag ska finnas
42 Herren är min herde

### Vi tror
43 Vi tror på Skaparen
44 Jag tror på en Gud, en enda
45 Jag tror på en Gud
46 Kristus är världens ljus
47 För att du inte tog det gudomliga
48 Jesus från Nasaret
49 Jesus för världen
50 Lägg din hand på bröstet
51 Kom, heliga Ande
52 Som vinden smeker mot min kind
53 Säg, är det någon
54 Som en mor
55 Vad är himlen?
56 Jag vill att du ska vara i mitt hjärta
57 När jag har saltat gröten
58 Kom ner!
59 Så nära
60 Vilken mäktig Gud vi har

### Hela året runt
61 Året byter sina färger
62 Bereden väg
63 Hosianna, Davids son!
64 Ljuset i advent
65 Längtan i advent
66 Dig vi lovsjunger, ärar
67 Vi tänder ett ljus i advent
68 Adventstid
69 Vi tänder ett ljus
70 Gå, Sion, din konung att möta
71 Det är advent
72 Nu tändas tusen juleljus
73 Stilla natt
74 En stjärna lyser så klar
75 Alla himlens änglar
76 Jesu födelsedag
77 Jag ville stå där herdarna
78 Gläns över sjö och strand
79 Himlen kom till oss
80 Ett gott nytt år
81 Vackrare än en snökristall
82 Gud bor i ett ljus
83 Barn och stjärnor
84 En dag går ängeln Gabriel
85 Maria, Maria
86 Jubla, min själ
87 Han gick omkring på jorden
88 Se min palm
89 Hosianna, hosianna!
90 En enkel liten åsna
91 Jesus, tänk på mig
92 Långfredag
93 Han har stått upp
94 Han lever!
95 Livet vann
96 Uppstått har Jesus
97 Dina händer är fulla av blommor
98 De trodde att Jesus var borta
99 En vänlig grönskas rika dräkt
100 Sommarsången
101 Den blomstertid nu kommer
102 Kom och låt oss känna
103 I denna ljuva sommartid
104 Idas sommarvisa
105 Nu är det härligt att leva
106 Tack, Gud, för mitt sommarlov
107 Änglarna sjunger i himlen
108 De skall gå till den heliga staden
109 I himmelen, i himmelen
110 Klockorna slår

### Tillsammans i kyrkan
111 Gud, du är här
112 Jag lyfter ögat
113 Vi vandrar
114 På gång
115 I Guds hus vill jag vara
116 Lär mig att bedja av hjärtat
117 Hamba nathi
118 Du, vår Gud
119 Gloria
120 Bön
121 Du är helig, du är hel
122 Herrens bön
123 O Guds lamm
124 Bli kvar i mig
125 När vi delar det bröd
126 I vinden
127 Ät mitt bröd
128 Du har mättat oss
129 Tack, Gud

### Barn i Guds famn
130 Gud har en famn
131 Vem har stigit upp till himlen?
132 Glad jag städse vill bekänna
133a Det sker ett under i världen
133b Var gång ett barn föds till världen
134 Med vår glädje över livets under
135 Det gungar så fint
136 I Guds rike
137 Vem är det som kommer på vägen?
138 Mig har getts all makt
139 Himmelbit
140 Jag tänder ett ljus
141 Lilla barn
142 Barnet döps i nådens hav
143 Lilla liv
144 Sov du lilla
145 På bröllopsdagen ber vi

### Alla vi på jorden
146 Det doftar av himmel
147 Vi sätter oss i ringen
148 Nära marken
149 Ett pyttelitet frö
150 Så länge solen värmer
151 Det gäller dig och det gäller mig
152 Blott i det öppna
153 Se, jag vill bära
154 Öppna mig för din kärlek
155 Öppna våra ögon
156 På vägarna ute i världen
157 Det lilla ljus jag har
158 Bygg inte hus på grus
159 Gyllene regeln
160 I Guds familj
161 Låt mina fötter få gå
162 Så länge jag lever
163 Vi ska vandra
164 Möt mig nu som den jag är

### Tårar och skratt
165 Jag är aldrig ensam
166 Jag blir så glad när jag ser dig
167 Jag har fått händer att klappa med
168 Helhjärtat
169 Himmelen är nära
170 Gud, för dig är allting klart
171 Håll om mig
172 Var inte rädd – jag älskar dig
173 Var inte rädd
174 Allt blev med ens så stilla
175 När
176 Som ett sandkorn i en öken
177 När gravljusen brinner
178 Jag gråter
179 Får jag gråta med dig
180 Kom som en ängel
181 Blott en dag

### Vi tackar dig
182 Sjung lovsång, alla länder
183 Lova Gud i himmelshöjd
184 Tack, gode Gud, för allt
185 Tack ska du ha
186 Tack min Gud
187 En sång som säger tack
188 Härlig är jorden
189 Måne och sol
190 Gud, vår Gud, vi lovar dig
191 O store Gud
192 Halleluja! Sjung om Jesus
193 Halleluja! Ditt lov vi sjunger

### Välsignelser
194 Herre, välsigna oss
195 Välsignelse
196 The Lord bless thee
197 Din godhet och nåd
198 Må din väg gå dig till mötes
199 Må vägen komma dig till mötes
200 Må Guds ljus vara vårt ljus

### Fotnoter
1. ↑   Hela familjens psalmbok. Örebro: Libris. 2013. Libris 14011849. ISBN 9789173872997